# Kilbourne (Louisiana)
Kilbourne è un comune degli Stati Uniti d'America, situato nello Stato della Louisiana, in particolare nella parrocchia di West Carroll.